# Peary Channel
Der Peary Channel ist eine Wasserstraße im Territorium von Nunavut. Er ist ein Arm des Arktischen Ozeans und erstreckt sich in südöstlicher Richtung zwischen der Insel Meighen im Norden, der Insel Axel Heiberg im Osten, der Insel Amund Ringnes im Süden und der Insel Ellef Ringnes im Westen. Der Kanal ist etwa 193 km lang, 97 km breit und während des längsten Teils des Jahres vollständig gefroren. 
Er ist nach dem amerikanischen Arktisforscher Robert Peary benannt.

## Hypothetischer Peary Channel
Robert Peary vermutete seit den 1890er Jahren die Existenz einer Wasserverbindung, die Peary Land von der Hauptlandmasse Grönlands trennt. Sie sollte sich zwischen dem Independence Fjord im Osten und dem Nordenskjöld Fjord im Westen erstrecken. Dieser hypothetische Kanal wurde seinerzeit Peary Channel genannt und war auf allen Landkarten verzeichnet. Die Expedition von Ludvig Mylius-Erichsen warf schon 1906 ernsthafte Zweifel an Pearys Hypothese auf. 1912 zeigte Knud Rasmussen, dass Peary Land in Wirklichkeit eine Halbinsel ist.